# كولين ديبلي
كولين ديبلي (بالإنجليزية: Colin Dibley)‏ مواليد 19 سبتمبر 1944 في سيدني، هو لاعب كرة مضرب أسترالي سابق بدأ مسيرته كمحترف سنة 1970 وكان يلعب باليد اليمنى، اعتزل اللعب في 1981. أعلى تصنيف له في الفردي كان المركز الـ 26 في سنة 1973.

## روابط خارجية
- كولين ديبلي على موقع رابطة محترفي التنس (الإنجليزية)
- كولين ديبلي على موقع الاتحاد الدولي لكرة المضرب (الإنجليزية)
- كولين ديبلي على موقع كأس ديفيز (الإنجليزية)
- كولين ديبلي على موقع اتحاد التنس الأسترالي (الإنجليزية)
- كولين ديبلي على موقع خلاصة التنس.كوم (الإنجليزية)